# مرغ مگس واحه
مرغ مگس واحه (نام علمی: Rhodopis vesper) یک گونه مرغ‌های مگس از خانواده مگس‌مرغان است. این گونه در مناطق ساحلی پرو در نوار پهناور ۱۰۰–۲۰۰ کیلومتری که طول خط ساحلی پرو را در حدود ۳۰۰۰ کیلومتر گسترش می‌دهد، یافت می‌شود. همچنین در یک جمعیت مجاور در شیلی یافت می‌شود. دومین جمعیت جداشده در ساحل شیلی تا ۲۰۰۰ کیلومتر به سمت جنوب، در یک نوار ۷۵ تا ۲۰۰ کیلومتر نوار ساحلی وجود دارد.
زیستگاه طبیعی مرغ مگس واحه عبارتند از: بوته‌زارهای خشک نیمه‌گرمسیری یا گرمسیری، بوته‌زارهای نمناک نیمه‌گرمسیری یا استوایی، و بوته‌زارهای نیمه‌گرمسیری یا گرمسیری در ارتفاعات بالادست.